# ロベール1世 (ドルー伯)
ロベール1世・ド・ドルー （Robert Ier de Dreux、1125年頃 - 1188年10月11日）は、フランス王子、ドルー伯。フランス王ルイ6世と王妃アデル・ド・モーリエンヌの五男でフランス共治王フィリップとフランス王ルイ7世の弟、ブローニュ伯ウスタシュ4世妃・トゥールーズ伯レーモン5世妃コンスタンスとクルトネー領主ピエール1世（クルトネー家の祖）の兄。ドルー家の祖。

## 生涯
1152年、父王よりアパナージュとしてドルー伯領を得た。
1145年、アルヴィズ・デヴルーとの2度目の結婚によってペルシュ伯領を得た。1152年のアニェス・ド・ボードモンとの3度目の結婚では、ブレーヌ伯領、フェール・アン・タルドノワ、アルシー、ネール、ロングヴィル、カンシー・スー・ル・モン、サヴィニー・シュラルドル、ボードモン、トルシー、シェイー・アン・ブリー、ロンジュモーを獲得し、ブリー＝コント＝ロベール領主となった。
1147年、兄ルイ7世とともに第2回十字軍に参加し、1148年に失敗に終わったダマスカス包囲戦にも加わっていた。十字軍終了前にロベールは帰国し、王権を奪うことを望んで兄ルイに対する陰謀を図った。しかし、彼の行動は、王の不在時に王国の摂政を務めていたサン＝ドニ修道院院長シュジェールによって阻止された。
イングランド無政府時代にはイングランド勢と戦い、1154年にはノルマンディーのセーに本営を構えていた。
1180年、ロベールはドルーの町に自治憲章を与え、ブリー＝コント＝ロベールの町をつくった（コント＝ロベールとはロベール伯爵を意味する）。1188年に亡くなり、サン・イヴ・ド・ブレーヌ修道院の教会に埋葬された。

## 子女
1140年にアンソー1世・ド・ガルランドの娘アニェス・ド・ガルランドと結婚。1子をもうけた。
- シモン（1141年 - 1182年）

1144年、ソールズベリー伯パトリックの姉妹アルヴィズと結婚。1子をもうけた。
- アデル（アリスまたはアリックス）（1145年 - 1210年以降死去） - 1156年以降にブルトゥイユ伯ヴァレラン3世と結婚、1161年にシャティヨン領主ギー2世と結婚、3度目にジャン1世・ド・トロット（1176年没）と結婚、1183年にソワソン伯ラウル3世・ド・ネールと結婚

1152年、ブレーヌ伯の娘アニェス・ド・ボードモンと結婚。10子をもうけた。
- ロベール（1154年 - 1218年） - ドルー伯
- アンリ（1155年 - 1199年） - オルレアン司教
- アリックス（1156年 - 1217年） - クシー領主ラウル1世と結婚
- フィリップ（1158年 - 1217年） - ボーヴェ司教
- イザボー（1160年 - 1239年） - ブロワ領主ユーグ3世と結婚
- ピエール（1161年 - 1186年） - ブコンヴィル・ヴォークレール領主
- ギヨーム（1163年 - 1189年） - ブリー＝コント＝ロベール領主[4]
- ジャン（1164年 - 1189年）
- マミリー（1166年 - 1200年） - 修道女
- マルグリット（1167年 - ?） - 修道女